# Стежка в Навахо
«Стежка в Навахо» (англ. The Navajo Trail) — вестерн 1945 року режисера Говарда Бретертона за сценарієм Френка Г. Янга. Це чотирнадцята стрічка із серії фільмів про маршала "Неваду" Джека Маккензі. Головні ролі зіграли Джонні Мак Браун, Реймонд Гаттон, Дженніфер Голт, Райлі Гілл, Едмунд Кобб та Рей Беннет. Прем'єра відбулась 15 січня 1945 року.   

## У ролях
- Джонні Мак Браун — "Невада" Джек Маккензі
- Реймонд Гаттон — Сенді Хопкінс
- Дженніфер Голт — Мері Тревор
- Райлі Хілл — Пол Мейсон
- Едмунд Кобб — Джек Фарр
- Рей Беннет — Слім Ремсі
- Чарльз Кінг — Ред
- Том Квінн — Тобер
- Мері Макларен —  Стелла Ремсі
- Бад Осборн —  Берт
- Ерл Кроуфорд — Джо
- Джонні Карпентер — Стів
- Джим Гуд — Расті Ганновер
- Джаспер Палмер — сержант Тревор

## Зовнішні посилання
- Стежка в Навахо на сайті IMDb (англ.)